# Lagunita
Lagunita is een in 2014 door een Sloveens onderzoeksteam onder leiding van Ivan Sprajc herontdekte Mayavindplaats in het biosfeerreservaat Calakmul in de Mexicaanse deelstaat Campeche. De vindplaats bevindt zich nabij de plaats Xpujil.
De vindplaats was eerder ontdekt en deels beschreven door de Amerikaanse archeoloog Eric von Euw, maar deze had geen locatie van de stad beschreven. Sindsdien was de stad onvindbaar in de dichtbegroeide bossen, maar middels luchtfoto's vonden de wetenschappers de stad weer terug. In de stad troffen archeologen vier pleinen met gebouwen, bewerkte zuilen en altaren, een twintig meter hoge piramide en een poort met een reliëf van een Mayagod erop. Op basis van de eerste ontdekkingen bestaat de indruk dat Lagunita dateert van 300 voor tot 250 na Christus.